# ホガース (小惑星)
ホガース (12613 Hogarth) は小惑星帯にある小惑星。パロマー天文台のトム・ゲーレルスとライデン天文台のファン・ハウテン夫妻が発見した。
18世紀のイギリスの画家、ウィリアム・ホガースに因んで名付けられた。